# Hyperophora borellii
Hyperophora borellii är en insektsart som beskrevs av Giglio-tos 1897. Hyperophora borellii ingår i släktet Hyperophora och familjen vårtbitare. Inga underarter finns listade i Catalogue of Life.